# Philip Taylor Kramer
Pour les articles homonymes, voir Kramer.
Philip Taylor Kramer (12 juillet 1952 – 12 février 1995) est un musicien et ingénieur américain.

## Biographie
Philip Taylor Kramer devient bassiste du groupe de rock Iron Butterfly en 1974. Cette nouvelle incarnation du groupe (qui s'était séparé en 1971) enregistre deux albums, Scorching Beauty et Sun and Steel (1975), avant d'éclater, victime de son manque de succès. Lors des concerts, c'est Kramer qui assure le chant sur In-A-Gadda-Da-Vida.
Entre 1977 et 1980, Kramer tient la basse dans le groupe Gold, conduit par l'ex-batteur d'Iron Butterfly Ron Bushy. Cette formation enregistre un album qui ne voit pas le jour avant de se séparer. Kramer abandonne alors la musique. Il prend des cours du soir et obtient un diplôme d'ingénieur ; il travaille notamment par la suite sur le système de guidage du missile MX.
Kramer disparaît le 12 février 1995, après avoir laissé des messages annonçant son intention de se suicider. Le mystère entourant sa disparition donne lieu à de vastes recherches et plusieurs émissions de télévision, et n'est dissipé qu'en mai 1999, lorsque son corps est retrouvé au volant de son Ford Aerostar par des randonneurs, au fond d'un ravin de Malibu.